# تیروئیدبرداری
تیروئیدبرداری به عمل جراحی درآوردن بخشی از یا تمام غده تیروئید گفته می‌شود. این عمل وقتی انجام می‌شود که بیمار به سرطان تیروئید، گواتر یا پرکاری تیروئید مبتلاست. دلایل دیگری مانند زیبایی (برای غده‌های بزرگ) و انسداد(دیسفاژی) نیز ممکن است منجر به این جراحی بشود.
تیروئیدبرداری جراحی رایجی است که عوارض بالقوه زیادی مانند تغییر موقت یا دائمی صدا، کلسیم پایین موقت یا دائم، احتیاج به هورمون تیروئید، خونریزی و عفونت دارد که اگر توسط جراح ماهری انجام شود بسیاری از این عوارض بروز نمی‌کند.